# The Dukes of Hazzard (jeu vidéo, 1984)
Pour les articles homonymes, voir Dukes.
The Dukes of Hazzard est un jeu vidéo de course développé et édité par Coleco et Elite Systems, sorti en 1984 sur Coleco Adam, ColecoVision et ZX Spectrum. Il est basé sur la série télévisée éponyme,,,.